# Amanzia
Amanzia is een geslacht van plantenetende sauropode dinosauriërs, behorende tot de Eusauropoda, dat tijdens de late Jura leefde in het gebied van het huidige Zwitserland. De enige benoemde soort is Amanzia greppini.

## Vondst en naamgeving
In de jaren zestig van de negentiende eeuw werden er fossielen van reptielen gevonden in een kalksteengroeve in de Basse Montagne nabij Moutier. De steenwerkers verkochten die aan particuliere verzamelaars. Opmerkzaam gemaakt op de vondst kocht geoloog Jean-Baptiste Greppin alle nog resterende botten op en voegde ze toe aan de verzameling van het  Naturhistorisches Museum Basel. In 1870 vermeldde Greppin de vondst in de wetenschappelijke literatuur. Hij nam aan dat alle botten afkomstig waren van één individu. Onder de resten bevond zich ook een tand van een roofsauriër en hij benoemde ze daarom als Megalosaurus meriani, naar geoloog Peter Merian die fossielen weer afgestaan had.
In 1920 wees Werner Janensch de tand aan het geslacht Labrosaurus toe. Het viel hem op dat de meeste botten van een sauropode waren en meldde dit in een brief aan Friedrich von Huene. Op uitnodiging van museumdirecteur Hans Georg Stehlin onderzocht Von Huene de fossielen. Hij splitste het materiaal. De tand benoemde hij als een Labrosaurus meriani en de sauropode resten gebruikte hij als basis van een nieuwe soort van het geslacht Ornithopsis: Ornithopsis greppini. In 1927 veranderde Von Huene van mening en maakte er een tweede soort van het geslacht Cetiosauriscus van: Cetiosauriscus greppini. Daarna werd er weinig aandacht besteed aan het materiaal dat meestal voor het gemak maar als een nomen dubium werd beschouwd.
Na 2003 echter werden de botten voor het eerst schoongemaakt en geprepareerd door Antoine Heitz. Daarbij bleek veel informatie beschikbaar te komen die werd behandeld in een scriptie van C. Hofer uit 2005. In 2007 werd gemeld dat gefossiliseerd kraakbeen in een gewricht was aangetroffen en een tweede publicatie uit hetzelfde jaar concludeerde dat de soort niet nauw aan Cetiosauriscus verwant was.
In 2020 werd het geslacht Amanzia benoemd en beschreven door Daniela Schwarz, Philip D. Mannion, Oliver Wings en Christian A. Meyer. De geslachtsnaam eert de Zwitserse geoloog Amanz Gressly die in 1856 de eerste Zwitserse dinosauriër ontdekte. Amanzia is zelf de eerste bekende Zwitserse sauropode.
Uit de grote hoeveelheid fossielen werd geen holotype gekozen: het type bestaat dus uit een reeks syntypen. Die zijn gevonden in de onderste Reuchenetteformatie die dateert uit het vroege Kimmeridgien, ongeveer 157 tot 155 miljoen jaar oud. 

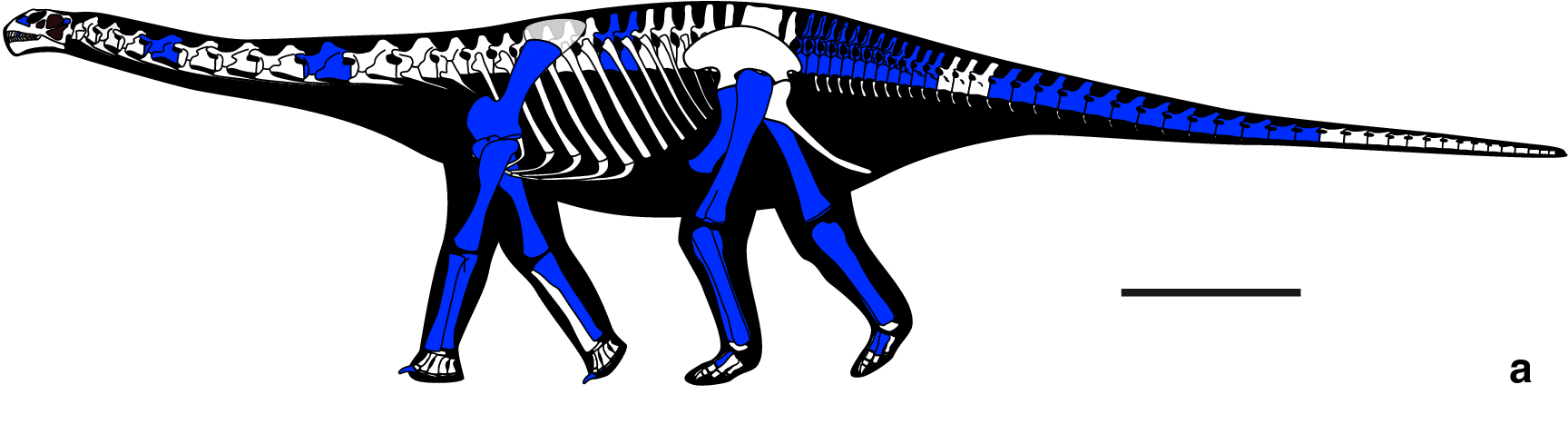
De gevonden elementen in blauw op een skelet afgebeeld, dat aangepast is aan dat van Camarasaurus

Het betreft de specimina NMB M.H. 265: een halswervel; NMB M.H. 266: het voorste gewrichtsuitsteeksel van een halswervel; NMB M.H. 267–268: twee halswervels; NMB M.H. 239: een halswervel; NMB M.H. 245: een staartwervel; NMB M.H. 252–254: drie staartwervels; NMB M.H. 258: een staartwervel; NMB M.H. 271: een staartwervel; NMB M.H. 275–280: zes staartwervels; NMB M.H. 297: een staartwervel; NMB M.H. 324: een staartwervels; NMB M.H. 353–355: drie staartwervels; NMB M.H. 286: een doornuitsteeksel van een staartwervel; NMB M.H. 300: een doornuitsteeksel van een staartwervel; NMB M.H. 369–370: twee doornuitsteeksels van staartwervels; NMB M.H. 291: een rib; NMB M.H. 306: een rib; NMB M.H. 344: een rechterschouderblad; NMB M.H. 368: een linkererschouderblad; NMB M.H. 284: een rechterravenbeksbeen; NMB M.H. 260: een rechteropperarmbeen; NMB M.H. 341: een linkeropperarmbeen; NMB M.H. 259: een rechterellepijp; NMB M.H. 340: een linkerellepijp; NMB M.H. 264: een linkerspaakbeen; NMB M.H. 346–347: twee linkerschaambeenderen; NMB M.H. 359: een linkerschaambeen; NMB M.H. 358: een linkerzitbeen; NMB M.H. 262: een rechterdijbeen; NMB M.H. 349: een linkerdijbeen; NMB M.H. 372: een linkerdijbeen; NMB M.H. 339: een rechterscheenbeen; NMB M.H. 342: een linkerscheenbeen; NMB M.H. 282: een stuk kuitbeen; NMB M.H. 373: een linkerkuitbeen; NMB M.H. 387: een linkerkuitbeen samengesteld uit de eerdere specimina NMB M.H. 374 en NMB M.H. 386; NMB M.H. 246: een middenvoetsbeen; NMB M.H. 269–270: twee klauwen (269 is een linkerduimklauw); NMB M.H. 285: een stuk pijpbeen; NMB M.H. 332: een botfragment en NMB M.H. 345: een fragment van een pijpbeen, vermoedelijk de onderkant van een rechterkuitbeen.
De syntypen zijn de oorspronkelijke negenenveertig botten die door Von Huene in 1922 werden vermeld. Sommige werden door hem fout geïdentificeerd of onder een incorrect inventarisnummer vermeld. Daarnaast werden echter in de verzameling van het museum nog eens vijfenzeventig sauropode botten aangetroffen die kennelijk afkomstig zijn van dezelfde vindplaats. Ze omvatten ook schedelmateriaal. Ze werden alle aan Amanzia toegewezen.
Het betreft de specimina NMB M.H. 451: een tand; NMB M.H. 301: een linkerbovenkaaksbeen; NMB M.H. 313: een linkerpostorbitale; NMB M.H. 365: een halswervel; de staartwervels NMB M.H. 221, NMB M.H. 238, NMB M.H. 240, NMB M.H. 242–244, NMB M.H. 248–251, NMB M.H. 255–257, NMB M.H. 272–274, NMB M.H. 288, NMB M.H. 295, NMB M.H. 299, NMB M.H. 302, NMB M.H. 357 en NMB M.H. 449; NMB M.H. 450: een doornuitsteeksel van een staartwervel; de ribben NMB M.H. 292–293, NMB M.H. 307, NMB M.H. 316, NMB M.H. 328, NMB M.H. 334–336 en NMB M.H. 378; NMB M.H. 294: een metapodium, dus een middenvoetsbeen of middenhandsbeen; NMB M.H. 323: een metapodium; en de botfragmenten NMB M.H. 206, NMB M.H. 209, NMB M.H. 261, NMB M.H. 263, NMB M.H. 283, NMB M.H. 287, NMB M.H. 289–290, NMB M.H. 304–305, NMB M.H. 308–312, NMB M.H. 314–315, NMB M.H. 317–321, NMB M.H. 325–326, NMB M.H. 327, NMB M.H. 330–331, NMB M.H. 333, NMB M.H. 337–338, NMB M.H. 348, NMB M.H. 360–364 en NMB M.H. 366–367.
De botten zijn grotendeels sterk platgedrukt. De uiteinden zijn vaak zwaar beschadigd, vermoedelijk omdat ze door werklieden haastig met grof geweld uit de rots zijn gekapt. De botten liggen niet in verband. Ze vertegenwoordigen minstens vier individuen en vermoedelijk meer. Individu A en Individu B zijn ongeveer even groot en het is onzeker welk bot bij welk individu hoort. Individu C omvat een staartwervel en materiaal van vier poten en is zo'n vijftien procent langer. Uit wervels blijkt dat er ook een Individu D aanwezig is dat 20% korter is dan A en B. Geen van de individuen is duidelijk een jong dier maar de botten van Individu D zijn minder gepneumatiseerd wat een teken kan zijn van een relatief jongere leeftijd.

## Beschrijving

Een vergelijking in grootte met een mens

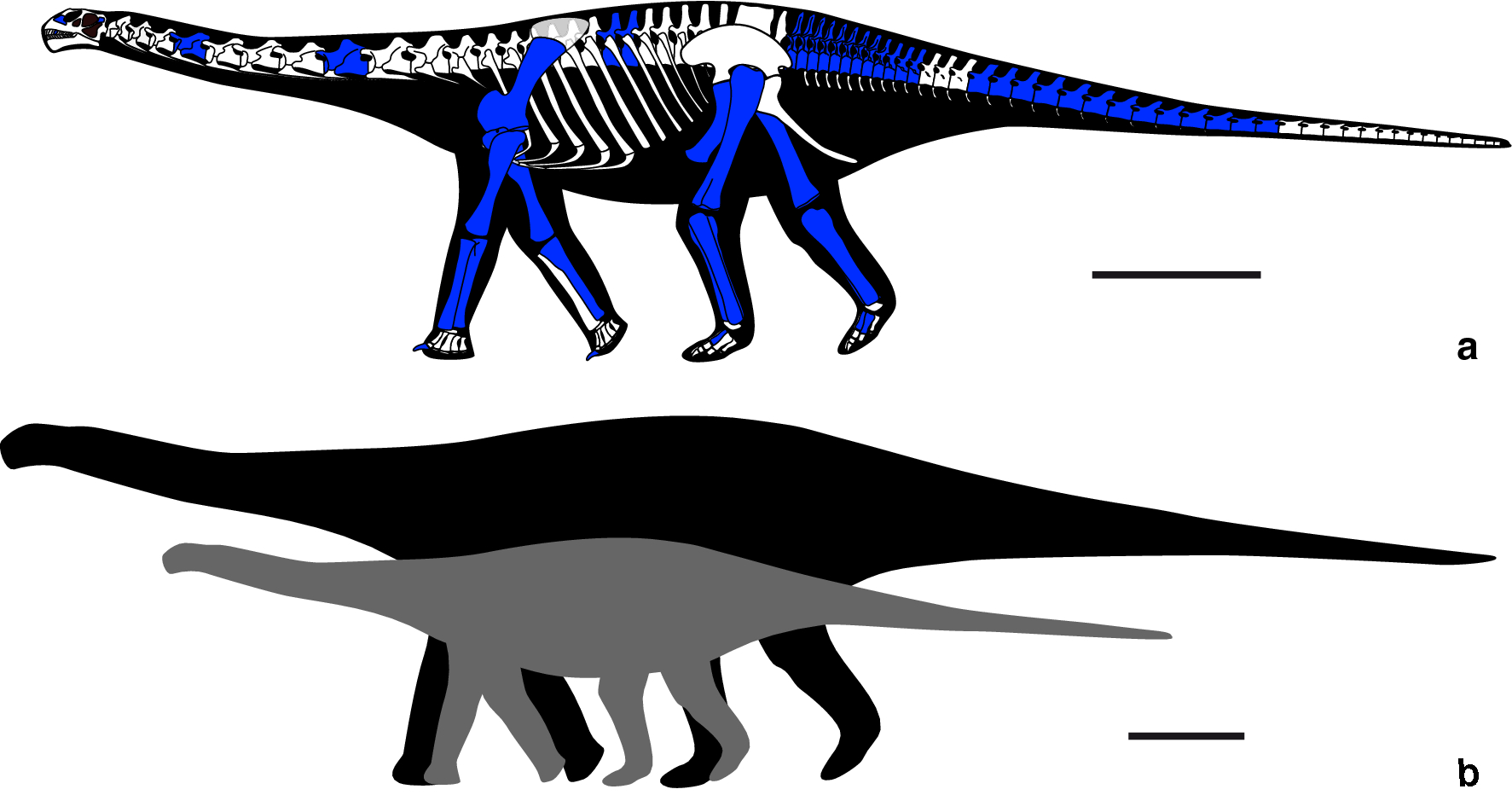
Een vergelijking in grootte van de verschillende individuen

### Grootte en onderscheidende kenmerken
Amanzia is een relatief kleine sauropode. De lichaamslengte van Individu C werd door de beschrijvers geschat op negen tot tien meter. Individuen A en B zijn dan zeven tot acht meter lang en Individu D zo'n zes meter.
Er werden verschillende onderscheidende kenmerken vastgesteld. Eén daarvan is een autapomorfie, unieke afgeleide eigenschap. Aan de binnenrand van de achterzijde van het opperarmbeen bevindt zich een verruwing, op dezelfde hoogte als de deltopectorale kam.

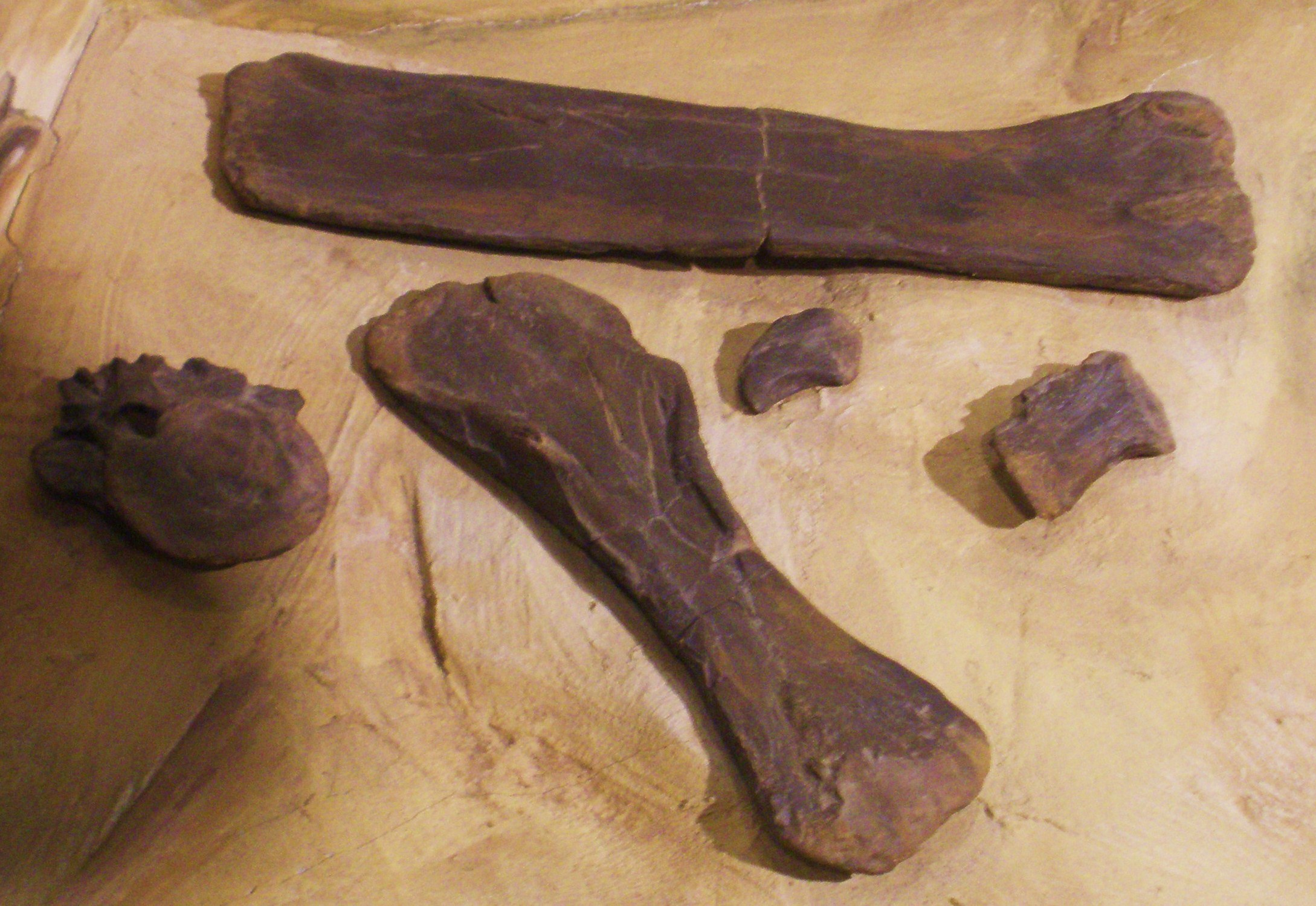
Een dijbeen, opperarmbeen, klauw en wervels van Amanzia

Daarnaast is er een unieke combinatie van op zich niet unieke kenmerken. Bij de middelste halswervels ligt er een groeve aan de buitenzijde van de basis van het voorste gewrichtsuitsteeksel. De allervoorste staartwervels hebben op de onderzijde van het zijuitsteeksel voorste en achterste richels naar het wervellichaam lopen. De voorste middelste staartwervels worden doorboord door foramina voor aderkanalen. De middelste staartwervels zijn langgerekt. De bovenzijde van het opperarmbeen is breed overdwars vergeleken met de verticale lengte van het bot. Aan de buitenrand van de achterzijde van het opperarmbeen bevindt zich een verruwing, op dezelfde hoogte als de deltopectorale kam. Bij het dijbeen is de buitenste onderste gewrichtsknobbel veel breder dan de binnenste onderste gewrichtsknobbel. Het kuitbeen heeft op de buitenzijde een verruwing voor de aanhechting van een spier, bestaande uit twee richels. De schacht van het kuitbeen is golvend in buitenaanzicht.
Omdat het taxon in 1927 toegewezen werd aan Cetiosauriscus, was het relevant een speciale vergelijking te maken met de typesoort van dat geslacht, Cetiosauriscus stewarti. Die is slechts bekend van zijn holotype NHMUK R3078, wervels en ledematen gevonden in Engeland. Behalve een kennelijk verschil in grootte — NHMUK R3078 is een individu van minstens vijftien meter lengte — vond men acht verschillen. Bij Cetiosauriscus is het richelsysteem van de zijuitsteeksels van de voorste staartwervels veel minder ontwikkeld. Terwijl bij Cetiosauriscus de doornuitsteeksels van de voorste staartwervels een in zijaanzicht hol bovenprofiel hebben en slechts iets overdwars verbreed zijn, is die verbreding bij Amanzia aanzienlijk: viermaal de basisdikte. Bij Cetiosauriscus zijn de middelste staartwervels veel korter. De middelste staartwervels van Amanzia hebben drie duidelijke horizontale richels op de zijkanten van het wervellichaam: op de bovenhoeken en onderhoeken en een op een derde van de bovenste hoogte; deze ontbreken geheel bij Cetiosauriscus. Bij het ravenbeksbeen van Cetiosauriscus is het schoudergewricht driehoekig en beperkt tot de bovenste helft; bij Amanzia is het ovaal en beslaat de hele achterrand. Daar is ook het foramen coracoideum spleetvormig in plaats van groot en afgerond. Het opperarmbeen van Amanzia heeft een rechte en schepvormige kop; het caput humeri van Cetiosauriscus is bol en sterk naar binnen gericht. Het dijbeen van Amanzia heeft een hoger geplaatste vierde trochanter en een bredere groeve tussen de onderste gewrichtsknobbels. Behalve een gedeelde herkomst uit de Jura van Europa was er eigenlijk geen enkele reden voor von Huene om een verband aan te nemen. Tegenwoordig weten we dat Cetiosauriscus zes miljoen jaar ouder is en basaler in de stamboom uitvalt.

### Skelet
De kop van Amanzia is vermoedelijk vrij kort en gedrongen, zoals normaal is voor meer basale eusauropoden. De vorm van het bovenkaaksbeen wijst op een lange onderrand voor het neusgat. Een fenestra praeantorbitalis als bij de neosauropoden ontbreekt, een basaal kenmerk. Bij het postorbitale is de neergaande tak breder overdwars dan in zijaanzicht, een afgeleid kenmerk. De gevonden tand is gebroken. Hij is van het spatelvormige type. Het profiel overdwars is D-vormig met een vlakke binnenkant. De tandbasis is ingesnoerd, een basaal kenmerk.
De opisthocoele halswervels zijn doortrokken van een dicht netwerk van ronde kleinere luchtkamers, camellae. Daarnaast zijn er bij wervel NMB M.H. 265 een paar grote luchtkamers. In de voorste condyle bevinden zich twee of drie kamers, omgeven door kleinere holten die gescheiden zijn door vrij dikke beenwanden. Helemaal achteraan lopen de kamertjes, veel dunwandiger, uit in een grote kamer. De wervel toont daarmee een structuur die laakt op die van nasale Titanosauriformes, hoewel Amanzia daar niet nauw aan verwant is. Bij wervel NMB M.H. 267 echter ontbreken de kleine holten en zijn er slechts grote luchtkamers. Dat kan komen doordat hij van een jonger dier is. Bij een voorste gewrichtsuitsteeksel wordt de zijkant achter het facet doorboord door een foramen zoals ook bekend is van verschillende Diplodocoidea alsmede Europasaurus en Giraffatitan. Twee achterkanten van hals- of ruggenwervels, specimina NMB M.H. 268 en NMB M.H. 365, werden door Greppin aangezien voor overlappende osteodermen waarmee zijn Megalosaurus meriani bedekt zou zijn.
Er zijn twaalf voorste staartwervels gevonden die wellicht een reeks vormen. De wervels van de staartbasis zijn opvallend kort. Omdat hun hoogte geleidelijk afneemt worden ze langwerpiger afgaande op de hoogte-lengteverhouding. Ze zijn amficoel tot amfiplat. Ze dragen knuppelvormige doornuitsteeksels. Bij sommige specimina heeben die een verticale richel op de voorzijde, een afgeleid kenmerk. Hun driehoekige zijuitsteeksels hebben richels langs de achterrand van de onderkant lopen, een zeldzaam kenmerk voor basale eusauropoden, ook bekend van Wamweracaudia. Naar achteren in de reeks worden de zijuitsteeksels staafvormig. Er lijkt een middenstaart aanwezig te zijn tot en met minstens de achtentwintigste wervel. De middelste staartwervels worden naar achteren opvallend langer, tot 2,8 maal de hoogte. Dit duidt op een vrij lange staart, wat meegenomen is in de lengteschattingen van het dier als geheel, waarbij aangenomen werd dat er in totaal vijfenveertig staartwervls zijn. De gewrichtsfacetten van de centra hebben opvallende meervoudige concentrische beenringen rond de omtrek, wellicht groeilijnen. Bij deze wervels staan de wervelbogen vrij vooraan, zoals bij de Turiasauria. Hun doornuitsteeksels zijn veel minder overdwars verbreed en zijn rechthoekig in zijaanzicht.
Het gevonden linkerschouderblad draagt bijtsporen, vermoedelijk van een aaseter. Het gevonden ravensbeksbeen heeft op de middelste hoogte een foramen coracoideum dat nog aan de binnenzijde open is. Dat zou een juveniel kenmerk kunnen zijn maar het bot heeft een grootte die past bij volwassen exemplaar. Het kenmerk is dus wellicht een extra autapomorfie.
Het lijkt erop dat het opperarmbeen zo'n 70% van de lengte van het dijbeen bezat. Het boveneind van het opperarmbeen is naar binnen overdwars verbreed. Het typische zandloperprofiel van de sauropoden ontbreekt dus. De deltopectorale kam heeft op de bovenste voorrand een opvallende bult als aanhechting voor de Musculus coracobrachialis. De verruwing op de buitenste achterrand wordt gedeeld met Zby maar ook met veel Titanosauria. Op het onderste uiteinde van de specimina NMB M.H. 260 en NMB M.H. 341 is nog een laag versteend kraakbeen aanwezig, een zeldzame vondst. De ellepijp is tamelijk graciel waarbij de schacht 60% van de breedte van de bovenzijde heeft. De gevonden duimklauw is sikkelvormig maar slechts licht gekromd en met een stompe punt.
Het schaambeen wordt doorboord door een ovaal foramen obturatum, schuin naar achteren en boven gericht.
Het dijbeen is recht en slank. De schacht is niet ingesnoerd en 40% breder overdwars dan van voor naar achter. De vierde trochanter ligt op de bovenste helft. Het vormt over een vijfde van de schachtlengte een lage brede ruwe richel die van voren niet zichtbaar is. Aan de onderste buitenzijde daarvan ligt de ruwe fossa paratrochanterica, het punt van de peesverbinding met de staart. De lijn tussen de onderste gewrichtsknobbels ligt ongeveer hals op de lengteas. De buitenste knobbel is overdwars anderhalfmaal breder dan de binnenste, een verhouding die verder voornamelijk van Titanosauriformes bekend is. Het scheenbeen heeft zo'n 60% van de lengte van het dijbeen. Het boveneind is sterk verbreed, tot 1,8 maal de breedte van de schacht. Het ondereind is 1,3 maal breder. Een krachtige crista cnemialis over het bovenste kwart steekt schuin naar voren en buiten uit, met een bolle rand. Voorzijde en achterzijde hebben verticale rimpels.

### Kraakbeen
Het kraakbeen in 2007 gemeld op het opperarmbeen NMB M.H. 260 omvat het hele onderste uiteinde, omhoog lopend tot ver over de beenstijlen. Het is van het hyaline type. Het is bewaard gebleven doordat het gedeeltelijk verbeend was. Een sectie toonde nog osteocyten aan. Dat betekent vermoedelijk ook dat het om een volwassen exemplaar gaat. De bewaarde dikte is het hoogst tussen de onderste gewrichtsknobbels: ongeveer drie millimeter. De totale oorspronkelijke dikte van beide kraakbeenkappen van bovenarm en onderarm werd geschat op drie tot vijf centimeter. Dat betekent dat de ledematen langer waren dan vaak is aangenomen. Volgens de studie zouden zulke dikke lagen de beweeglijkheid van het gewricht hebben beperkt. Het tegendeel wordt ook wel aangenomen: dat dit een extra soepelheid zou hebben opgeleverd.

## Fylogenie
De beschrijvers voerden een exacte cladistische analyse uit om de plaats van Amanzia in de evolutionaire stamboom te bepalen. De meeste even waarschijnlijke stambomen die daarbij gevonden werden, toonden Amanzia in de Eusauropoda als zustersoort van de Neosauropoda. Een statistische bewerking waarin aan sommige kenmerken meer gewicht werd toegekend had als resultaat dat Amanzia een lid was van de basaal eusauropode Turiasauria, als zustersoort van Zby. De beschrijvers wezen erop dat al deze resultaten statistisch zwak bevestigd werden en inherent onzeker zijn door het beperkte fossiele materiaal.